# 背嶺峠
背嶺峠（せみねとうげ）は、群馬県利根郡川場村と片品村の境にある峠。

## 概要
群馬県道64号平川横塚線上にあり、背嶺トンネルにて峠越えとなる。

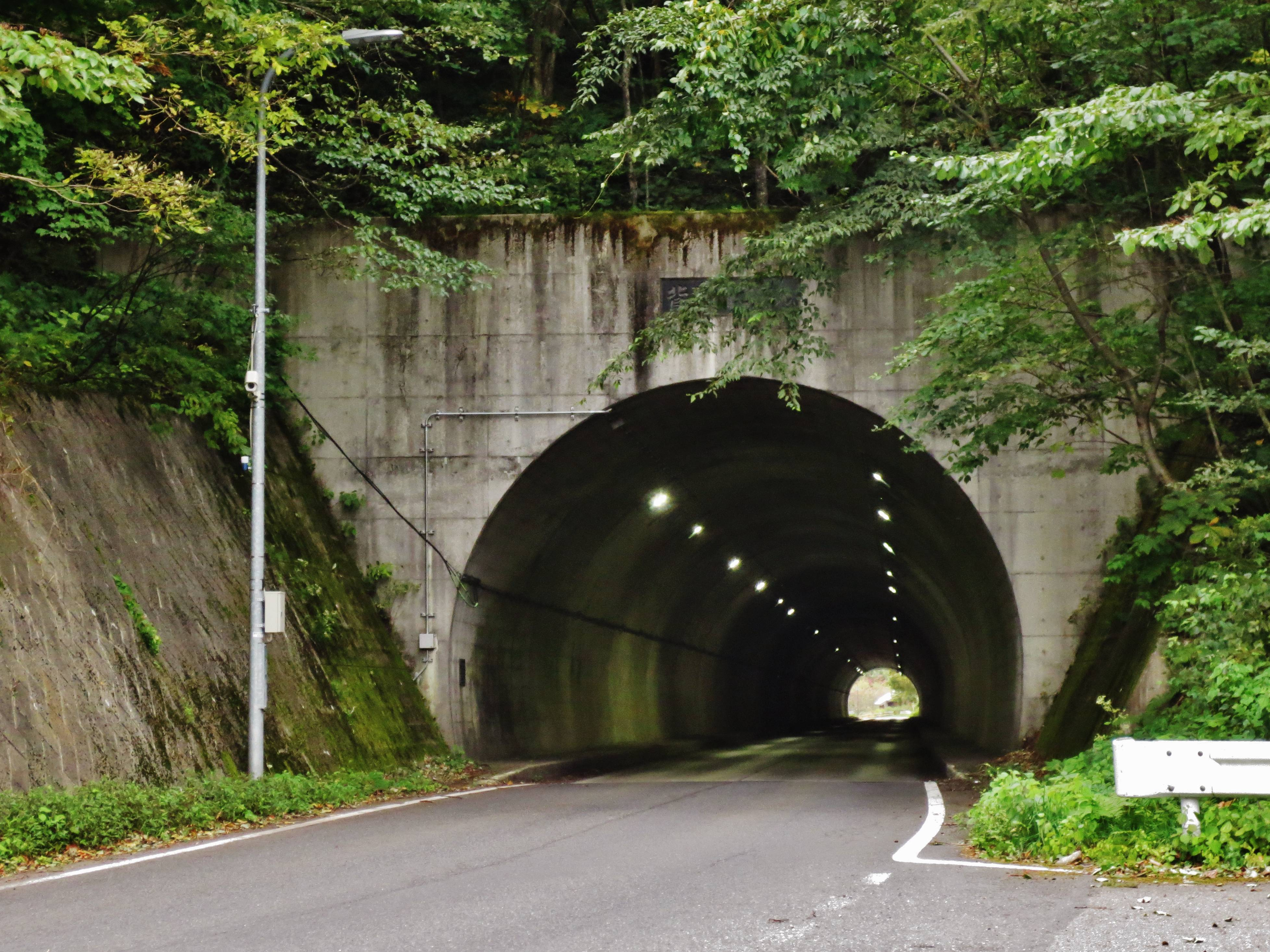
背嶺トンネル（川場村側）
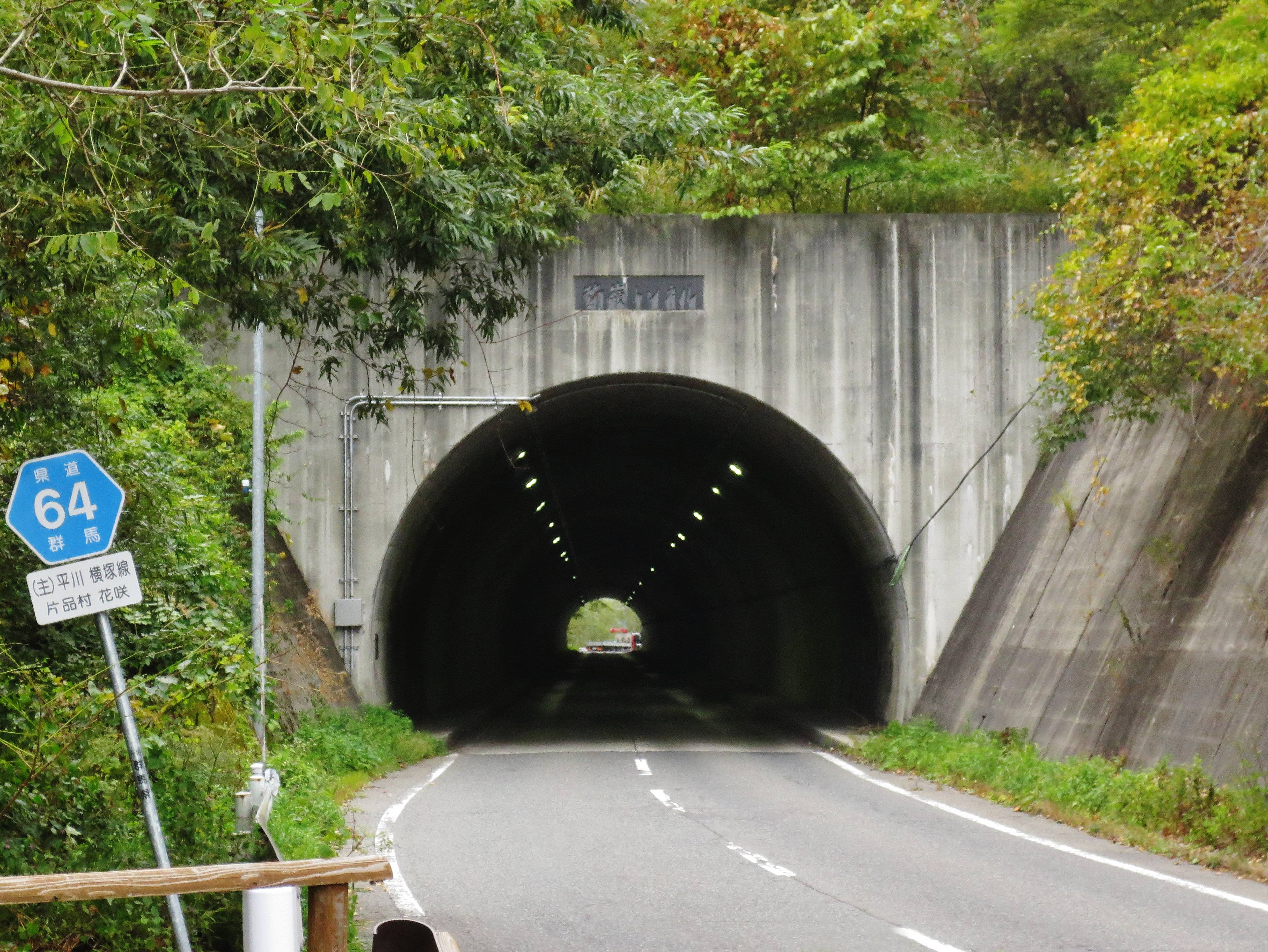
背嶺トンネル（片品村側）